# Torri del Benaco
Torri del Benaco – miejscowość i gmina we Włoszech, w regionie Wenecja Euganejska, w prowincji Werona.
Według danych na rok 2004 gminę zamieszkiwało 2620 osób, 51,4 os./km².